# Макухи (Зеньковский район)

Макухи (укр. Макухи) — село,
Кирилло-Анновский сельский совет,
Зеньковский район,
Полтавская область,
Украина.
Код КОАТУУ — 5321382704. Население по переписи 2001 года составляло 18 человек.

## Географическое положение
Село Макухи находится на одном из истоков реки Мужева-Долина,
ниже по течению на расстоянии в 0,5 км расположено село Яцино-Окари.

## История
Есть на карте 1869 года как хутора Казачьи